# Mimetyzm formalny
Mimetyzm formalny - imitowanie w utworze literackim różnych form wypowiedzi: literackich, paraliterackich, nieliterackich; ustnych (np.: wykład, przemówienie, kazanie) lub pisanych (np.: pamiętnik, list, dziennik, e-mail, SMS); jest to element stylizacji jednego gatunku w innym gatunku lub jednego dzieła w innym dziele.